# Котов, Геннадий Петрович
Геннадий Петрович Котов (28 ноября 1960 года, Маркулешты — 9 февраля 1993, Твртковичи, недалеко от Вишеграда) — советский и российский военный деятель, участник вооружённых конфликтов в Приднестровье, Южной Осетии и Боснии; полковник 96-го казачьего полка и один из деятелей возрождения казачества в Волгодонске.

## Биография

### Ранние годы
Родился в 28 ноября 1960 года в городе Маркулешты (ныне Молдавия) в семье военного. Окончил 8 классов школы в Маркулештах и речное училище города Касимов (Рязанская область) в 1979 году, проходил службу в воздушно-десантных войсках в 1979—1981 годах. Выпускник исторического факультета Ростовского государственного университета (1992). Жил в Волгодонске, где занимался изучением истории донского казачества и активно выступал за его возрождение. Земляками характеризовался как «живчик», энергичный и творческий человек.
В Волгодонске Котов работал на комсомольской стройке Атоммаша, трудился в термопрессовом цеху и публиковался в производственной газете «Атоммашевец», где стал постоянным корреспондентом; также работал внештатным корреспондентом газеты «Вечерний Волгодонск». Супруга — Елена, в браке родилось трое детей.

### Приднестровье
В 1992 году в Приднестровье началась горячая фаза между властями Молдавии, выражавшими стремление к независимости, и властями Приднестровской Молдавской Республики, тяготевшими к сближению с Россией. Среди участников того конфликта был и Геннадий Котов в составе 2-го казачьего полка, который отправился в Приднестровье ещё 14 декабря 1991 года. Днём ранее недалеко от Дубоссар сотрудники молдавской полиции разоружили пост гвардейцев ПМР и арестовали их, рассадив по автобусам, однако у поста ГАИ три гвардейца (Владимир Щербатый, Александр Патергин и Юрий Цуркан) приняли бой и были все убиты. В Тирасполе Котов встретился с единомышленниками, которые прибыли 16 декабря вместе с ним с целью вмешательства в приднестровскую войну: среди прибывших добровольцев из России были Александр Бабков, Александр Шестаков, Анатолий Шкуро и Валерий Приданников.
По воспоминаниями Котова, ночью 11 марта 1992 года на сторону приднестровцев перешёл сотрудник полиции Дубоссар, который раскрыл планы о наступлении военных Молдовы на территорию ПМР по всему фронту. Кочиерский плацдарм, где служил Котов, должен был с помощью имеющейся техники и сил занять стратегическое шоссе Каменка-Тирасполь севернее Дубоссар. 12 марта Котов у телефона и рации фиксировал всю информацию из сводок, ожидая нападения из Коичер на заводе ЖБИ. По поручению походного атамана он затем отправился на встречу с руководством ПМР, а затем стал готовиться ко встрече с черноморскими казачьими частями, но вскоре неожиданно получил депешу из штаба гвардии о том, что в районе Пырыта-Кошница молдавские войска совершили переправу и пробрались в тыл к приднестровцам. Котов срочно покинул Тирасполь и направился к защитникам Кошницы. В это время шли кровопролитные сражения за район Дороцкое-Погребы, в ходе которых ОПОН Молдовы пытался перерезать основную коммуникационную связь Тирасполь-Дубоссары: превосходящим силам молдаван оказывали сопротивление отряды ПМР.
В воскресенье 15 марта из Кошницы выдвинулись несколько БТР, наступление которых отражали гвардейцы и казаки общей численностью около 200 человек. Однако силы были неравными, поскольку молдаване (численностью 400 человек) были тяжело вооружены различными модификациями АК, крупнокалиберными пулемётами и многочисленной артиллерией, а также защищены армейскими бронежилетами и титановыми касками. Оказать сопротивление казаки, имея в своём распоряжении только миноукладчики в качестве эрзац-бронетехники, не смогли и оставили Кошницу, начав отступление ближе к автомагистрали Тирасполь-Каменка. Только потом в Дубоссарах осознали, что на Кочиерском плацдарме ведётся отвлекающий манёвр, и решили нанести контрудар, отправив ударную группу из казаков и гвардейцев и посадив её на броню автомобилей. Их невозможно было защитить от огня снайперов, пулемётчиков, попаданий снарядов и осколков, что и привело к огромным жертвам. Казаки сотни Котова — Г. Архаров, В. Бурзаница, Ю. Гамаюнов, Г. Цыкин и Н. Моргунов — отправились на помощь в один из районов и вернулись через полтора часа с трофейным БТР, который был подбит на выезде из Дороцкого. Отряд продолжал оборону, отражая атаки с Кошницкого и Коичевского плацдармов. После эвакуации раненых к автомагистрали стрельба прекратилась ближе к вечеру, что вызвало подозрения у казаков. Войсковой старшина Николай Моргунов предлагал Котову и его людям атаковать, когда один из командиров приказал немедленно отступить, сославшись на распоряжения В.Н.Ратиева. Противник открыл шквальный огонь из пулемётов, демаскировав отход. Из штаба гвардии ночью пришло сообщение, что в селе Кошница закрепился конвойный полк МВД Молдовы с 11 бронетранспортёрами. В тот же день начали сбрасываться листовки Республики Молдовы с требованиями в течение двух суток сдаться молдавским властям и прекратить подчиняться руководству ПМР.
Утром 16 марта Котов после разговоров с Ратиевым убедил его провести контратаку — глубокий рейд в расположение обороны противника в сторону Кошницы. После долгих уговоров казакам отдали два бронеавтомобиля: казачий БТР («Гусь-1») и МТ-ЛБ («Гусь-2»). Котов занял место в «Гусе-1», в рейд отправились люди из взвода Макарова и взвода Филиппова. Достигнув позиций противника, казаки вступили в бой с молдавским ОПОНом, который обстреливал бронемашины. В какой-то момент граната взорвалась над лобовой частью «Гуся-1», выведя из строя двигатель и заставив замолчать курсовой ДШК. Молдавские полицейские начали приближаться с правого борта, однако в какой-то момент движок заработал, и «Гусь-1» задним ходом выполз на дорогу. Через полкилометра очередной шквальный огонь привёл к тому, что Котов получил ранение и контузию. Согласно воспоминаниям Игоря Свирякина и Сергея Шляхтина, участвовавших в сражении у Кошницы, молдавская пуля попала в пламегаситель автомата Котова, срикошетила в каску и совершила «кругов сорок» по внутренней окружности каски. Рейд заставил молдаван прекратить атаки до позднего вечера. Действия Котова во многом помогли сорвать операцию ВС и МВД Молдовы «Троянский конь», которая должна была закончиться захватом Дубоссар и наступлением на Тирасполь и Рыбницу.
За свои действия Котов был награждён нагрудным знаком «За оборону Приднестровья» — государственной наградой ПМР, которой всего были удостоены 14 русских добровольцев.

### Босния
По возвращении из Приднестровья осенью 1992 года Котов участвовал в противостоянии в особняке Парамонова (бывший Дом политпроса) на улице Суворова. 10 сентября 1992 года группа казаков из 96-го казачьего полка вместе с Котовым заняла дом с требованиями предоставить автономию казачеству на юге России в виде республики в составе Российской Федерации и вплоть до января 1993 года удерживала его, занимаясь попутно борьбой с этнической преступностью. В один из дней, когда дом Парамонова был всё ещё под контролем казаков, туда прибыл сербский офицер с просьбой к казакам оказать посильную помощь сербскому населению Боснии и Герцеговины. В Москве собрался отряд численностью 59 человек, среди которых были не только уроженцы Ростова-на-Дону (в том числе и Константин Ундров), но и жители Москвы, Саратова, Риги и Краснодара. Они отправились поездом, а на границе представились как «артисты донского казачьего ансамбля», что позволило им пройти границу без вопросов. Котова предлагали выбрать командиром отряда, однако он стал заместителем при москвиче Викторе Заплатине и начальнике штаба Евгении Турчевском. Со временем личный состав чаще прислушивался именно к советам Котова, что помогло ему позже стать начальником штаба и командиром. На автобусах все участники прибыли в город Вишеград, где заключили соглашения с местными властями о помощи в обороне местной общины от хорватских и боснийских мусульманских военизированных организаций.
Согласно воспоминаниям Анатолия Шкуро и Вячеслава Куликова, сослуживцев Котова, их отряд назывался Ужицким корпусом Подринской бригады и был вооружён различным стрелковым оружием, помимо советского и югославского стрелкового оружия: от пистолетов-пулемётов времён Второй мировой (ППШ и MP-40) до американских автоматов M16 и бельгийских автоматов FN FAL. В качестве униформы частично использовалась униформа стран НАТО, а частично казачья форма. Корпус Котова вступал неоднократно в бои против мусульманских частей АРБиГ, среди бойцов которых были душманы-участники Афганской войны, постоянно выходившие в радиопереговоры с русскими и на ломаном русском угрожавшие расправой. Все бои сводились к вылазкам, рейдам и засадам в горно-лесной местности. Так, Котов отличился в битве за село Твртковичи, когда его отряд отвлекал на себя действия мусульман и ждал атаки сербов. К несчастью, из-за задержки сербского отряда казаки потеряли убитыми двух человек (Василия Ганиевского и местного проводника) и ранеными ещё двоих. Стараниями Котова удалось обеспечить эвакуацию погибших и раненых до подхода помощи, и с тех пор он стал командиром своего отряда, также известного как Вышеградский казачий полк. 29 января 1993 года отряд Геннадия Котова совершил вылазку к селу Стражбеницы и перехватил отряд мусульман, перегонявших скот. В результате боя были убиты шесть мусульманских солдат, несколько были ранены.

#### Смерть
9 февраля 1993 года недалеко от Твртковичей отряд Котова шёл на разведку в сторону деревни Дринско и попал в засаду боснийцев. По словам Анатолия Шкуро, сербский проводник предупредил об обнаружении противников и укрылся за деревом, однако Котов этого не сделал, опасаясь за то, что под огонь попадут его подчинённые. Он был убит мгновенно после попадания трёх пуль из автомата (одна попала в сердце), крикнув незадолго «Ништа нема» (с серб. — «Никого нет») и полагая, что рядом нет противников. Вячеслав Куликов, который шёл с ротным пулемётом Калашникова, продолжил бой против мусульман и сумел добиться того, чтобы тело Котова забрали. Проводник сербов в ответ на требование мусульманских бойцов отступить заявил: «Казаки не уйдут, пока не заберут своего убитого! Уходите лучше вы!». Мусульмане вынуждены были подчиниться требованию.

### Память
Геннадий Котов был похоронен с воинскими почестями на кладбище Вишеграда 11 февраля 1993 года, однако о смерти и похоронах Елена узнала много позже и была шокирована: до отъезда Геннадий говорил ей, что едет в Белград преподавать русский язык и литературу. Елена приехала через полгода в город и забрала останки, которые были торжественно перезахоронены в Волгодонске, и взяла большой деревянный крест с могилы. 30 апреля 2017 года на могиле в Волгодонске был установлен новый памятник. В Вишеграде в память о Котове и других казаках, участвовавших в войне, была названа улица Козачка (серб. улица Казацкая), а на кладбище Вишеграда сербами позже был всё-таки поставлен ещё один памятник с надписью «Спи спокойно сын Дона», на котором были написаны стихи авторства Котова:

Не верьте, братцы, смерти нет.

Из душ сплетается рассвет,

И будет снова озарён

Младенца непорочный сон.